# 施泰根 (奥地利)
施泰根（德語：Steegen）是奥地利上奥地利州格里斯基兴县的一个市镇。总面积13.2平方公里，总人口1058人，人口密度80.2人/平方公里（2005年）。